# Liga Futsal de 2001
A Liga Futsal de 2001 é a 6.ª edição do principal torneio de futebol de salão do Brasil, à época organizado pela Confederação Brasileira de Futsal (CBFS). Nos dias atuais, corresponde oficialmente à Liga Nacional de Futsal.
Com oito federações representadas no torneio, o troféu novamente acabou em mãos gaúchas: depois de Internacional e Ulbra, foi a vez de Carlos Barbosa se tornar campeão nacional. Classificado como terceiro na primeira fase, o clube barbosense evoluiu na competição e concluiu a segunda etapa com a liderança sem sofrer nenhuma derrota. Na semifinal contra o Flamengo, empate por 1 a 1 na prorrogação classificou os gaúchos pela melhor campanha geral. Repetindo a final de 1998, Carlos Barbosa não desperdiçou sua revanche diante da Ulbra e, mesmo perdendo a ida por 7 a 3, emendou vitórias por 5 a 2 na volta e 6 a 1 no terceiro jogo para conquistar o título.
Os semifinalistas Flamengo e Foz Futsal encerraram as suas campanhas como terceiro e quarto colocados, respectivamente. Lenísio, da Ulbra, anotou 25 gols e foi o artilheiro do torneio pela terceira vez na carreira.

## Fórmula de disputa

### Primeira fase
Na primeira fase, com os participantes distribuídos em dois grupos, as equipes enfrentaram apenas o grupo oposto em turno e returno. O campeonato seguiu o sistema padrão: 3 pontos por vitória, 1 ponto por empate e 0 por derrota. Em casos de igualdade na classificação, o critério de desempate considerado foi o saldo de gols. Apenas o último colocado de cada grupo foi eliminado.

### Segunda fase
Nesta fase, a distribuição foi mantida e os confrontos passaram a ocorrer entre as equipes do mesmo grupo. A fórmula de disputa foi a mesma da primeira fase. Apenas líderes e vice-líderes se classificaram para o mata-mata da competição.

### Fase final
O líder de cada grupo enfrentou o vice-líder do grupo oposto nas semifinais, em confronto com ida e volta — com a equipe de melhor campanha exercendo mando na segunda partida. Em caso de vitórias alternadas ou dois empates na chave, aplicou-se prorrogação com vantagem para a equipe de melhor classificação geral. Os vencedores avançaram para a final, disputada em duas partidas com terceiro jogo previsto em caso de igualdade.

## Participantes
| Equipe         | Parceria(s)    | Cidade         | Estado | Em 2000 | Títulos (último) |
| -------------- | -------------- | -------------- | ------ | ------- | ---------------- |
| Banespa        | —              | São Paulo      | SP     | 7.º     | 0 (não possui)   |
| Carlos Barbosa | —              | Carlos Barbosa | RS     | 8.º     | 0 (não possui)   |
| Caxias         | Multisul       | Caxias do Sul  | RS     | 13.º    | 0 (não possui)   |
| Corinthians    | Barueri        | São Paulo      | SP     | 10.º    | 0 (não possui)   |
| Flamengo       | —              | Rio de Janeiro | RJ     | 6.º     | 0 (não possui)   |
| Foz Futsal     | Poker          | Foz do Iguaçu  | PR     | 12.º    | 0 (não possui)   |
| Guarulhos      | General Motors | Guarulhos      | SP     | —       | 0 (não possui)   |
| Jaraguá        | Malwee         | Jaraguá do Sul | SC     | —       | 0 (não possui)   |
| Minas          | Pax de Minas   | Belo Horizonte | MG     | 14.º    | 0 (não possui)   |
| Osasco         | Sport          | Osasco         | SP     | —       | 0 (não possui)   |
| Rio Verde      | Fesurv         | Rio Verde      | GO     | —       | 0 (não possui)   |
| Ulbra          | Chevrolet      | Canoas         | RS     | 3.º     | 1 (1998)         |
| UNEB           | Dalponte       | Brasília       | DF     | —       | 0 (não possui)   |
| Vasco da Gama  | —              | Rio de Janeiro | RJ     | 1.º     | 1 (2000)         |

## Primeira fase

### Grupo A
| Pos | Equipe         | Pts | J  | V | E | D  | GP | GC | SG  | %  | Classificação                     |
| --- | -------------- | --- | -- | - | - | -- | -- | -- | --- | -- | --------------------------------- |
| 1   | Vasco da Gama  | 25  | 14 | 7 | 4 | 3  | 46 | 36 | +10 | 60 | Classificados para a segunda fase |
| 2   | Minas          | 22  | 14 | 6 | 4 | 4  | 48 | 39 | +9  | 53 | Classificados para a segunda fase |
| 3   | Carlos Barbosa | 22  | 14 | 6 | 4 | 4  | 50 | 42 | +8  | 53 | Classificados para a segunda fase |
| 4   | Jaraguá        | 20  | 14 | 5 | 5 | 4  | 41 | 36 | +5  | 48 | Classificados para a segunda fase |
| 5   | Foz Futsal     | 16  | 14 | 3 | 7 | 4  | 41 | 40 | +1  | 39 | Classificados para a segunda fase |
| 6   | Osasco         | 14  | 14 | 3 | 5 | 6  | 39 | 46 | -7  | 34 | Classificados para a segunda fase |
| 7   | Guarulhos      | 10  | 14 | 3 | 1 | 10 | 29 | 50 | -21 | 24 | Eliminado na primeira fase        |

### Grupo B
| Pos | Equipe      | Pts | J  | V  | E | D | GP | GC | SG  | %  | Classificação                     |
| --- | ----------- | --- | -- | -- | - | - | -- | -- | --- | -- | --------------------------------- |
| 1   | Banespa     | 32  | 14 | 10 | 2 | 2 | 60 | 41 | +19 | 77 | Classificados para a segunda fase |
| 2   | Ulbra       | 22  | 14 | 5  | 7 | 2 | 52 | 46 | +6  | 53 | Classificados para a segunda fase |
| 3   | Corinthians | 20  | 14 | 5  | 5 | 4 | 35 | 37 | -2  | 48 | Classificados para a segunda fase |
| 4   | Flamengo    | 17  | 14 | 4  | 5 | 5 | 27 | 31 | -4  | 41 | Classificados para a segunda fase |
| 5   | Rio Verde   | 17  | 14 | 5  | 2 | 7 | 44 | 55 | -11 | 41 | Classificados para a segunda fase |
| 6   | Caxias      | 15  | 14 | 3  | 6 | 5 | 33 | 32 | +1  | 36 | Classificados para a segunda fase |
| 7   | UNEB        | 12  | 14 | 3  | 3 | 8 | 37 | 52 | -15 | 29 | Eliminado na primeira fase        |

### Resultados
Na horizontal, os resultados como mandante. Na vertical, os resultados como visitante.
|                | BAN | ACBF | CAX | COR | FLA | FOZ | GUA | JAR | MIN | OSA | RIO | ULB | UNEB | VAS |
| -------------- | --- | ---- | --- | --- | --- | --- | --- | --- | --- | --- | --- | --- | ---- | --- |
| Banespa        | —   | 6-4  |     |     |     | 3-3 | 4-0 | 2-3 | 5-2 | 4-3 |     |     |      | 5-1 |
| Carlos Barbosa | 6-9 | —    | 2-2 | 4-2 | 4-1 |     |     |     |     |     | 4-2 | 3-4 | 5-1  |     |
| Caxias         |     | 2-2  | —   |     |     | 3-3 | 5-2 | 7-4 | 1-1 | 0-1 |     |     |      | 1-1 |
| Corinthians    |     | 0-0  |     | —   |     | 6-2 | 3-1 | 3-3 | 2-4 | 4-4 |     |     |      | 3-3 |
| Flamengo       |     | 3-4  |     |     | —   | 1-6 | 4-1 | 1-1 | 0-0 | 5-2 |     |     |      | 1-4 |
| Foz Futsal     | 2-3 |      | 2-5 | 2-2 | 1-1 | —   |     |     |     |     | 4-1 | 3-3 | 3-0  |     |
| Guarulhos      | 1-2 |      | 3-1 | 2-3 | 1-3 |     | —   |     |     |     | 5-3 | 3-7 | 2-1  |     |
| Jaraguá        | 4-4 |      | 3-1 | 6-0 | 2-1 |     |     | —   |     |     | 2-2 | 2-2 | 5-1  |     |
| Minas          | 3-5 |      | 5-3 | 2-4 | 1-1 |     |     |     | —   |     | 4-5 | 7-3 | 2-0  |     |
| Osasco         | 1-7 |      | 1-1 | 1-2 | 1-2 |     |     |     |     | —   | 5-3 | 4-1 | 4-4  |     |
| Rio Verde      |     | 4-2  |     |     |     | 6-4 | 3-2 | 4-3 | 2-8 | 4-4 | —   |     |      | 3-4 |
| Ulbra          |     | 4-4  |     |     |     | 4-4 | 6-1 | 4-3 | 3-3 | 3-3 |     | —   |      | 6-4 |
| UNEB           |     | 2-6  |     |     |     | 2-2 | 5-5 | 3-0 | 5-6 | 6-5 |     |     | —    | 4-2 |
| Vasco da Gama  | 8-1 |      | 2-1 | 3-1 | 3-3 |     |     |     |     |     | 4-2 | 2-2 | 5-3  | —   |

## Segunda fase

### Grupo C
| Pos | Equipe         | Pts | J  | V | E | D | GP | GC | SG  | %  | Classificação                   |
| --- | -------------- | --- | -- | - | - | - | -- | -- | --- | -- | ------------------------------- |
| 1   | Carlos Barbosa | 26  | 10 | 8 | 2 | 0 | 41 | 14 | +27 | 87 | Classificados para a fase final |
| 2   | Foz Futsal     | 16  | 10 | 5 | 1 | 4 | 27 | 32 | -5  | 54 | Classificados para a fase final |
| 3   | Minas          | 15  | 10 | 4 | 3 | 3 | 35 | 31 | +4  | 50 | Eliminados na segunda fase      |
| 4   | Jaraguá        | 14  | 10 | 4 | 2 | 4 | 33 | 28 | +5  | 47 | Eliminados na segunda fase      |
| 5   | Vasco da Gama  | 9   | 10 | 3 | 0 | 7 | 29 | 38 | -9  | 30 | Eliminados na segunda fase      |
| 6   | Osasco         | 6   | 10 | 2 | 0 | 8 | 18 | 40 | -22 | 20 | Eliminados na segunda fase      |

#### Resultados
Na horizontal, os resultados como mandante. Na vertical, os resultados como visitante.
|                | ACBF | FOZ | JAR | MIN | OSA | VAS |
| -------------- | ---- | --- | --- | --- | --- | --- |
| Carlos Barbosa | —    | 7-1 | 4-2 | 2-2 | 5-1 | 4-0 |
| Foz Futsal     | 2-3  | —   | 2-2 | 2-3 | 5-3 | 4-0 |
| Jaraguá        | 0-4  | 7-1 | —   | 2-5 | 4-3 | 6-1 |
| Minas          | 2-2  | 1-2 | 4-4 | —   | 7-2 | 5-7 |
| Osasco         | 3-8  | 1-2 | 3-2 | 0-1 | —   | 0-5 |
| Vasco da Gama  | 1-2  | 5-6 | 1-4 | 8-5 | 1-2 | —   |

### Grupo D
| Pos | Equipe      | Pts | J  | V | E | D | GP | GC | SG  | %  | Classificação                   |
| --- | ----------- | --- | -- | - | - | - | -- | -- | --- | -- | ------------------------------- |
| 1   | Ulbra       | 24  | 10 | 8 | 0 | 2 | 33 | 13 | +20 | 80 | Classificados para a fase final |
| 2   | Flamengo    | 18  | 10 | 5 | 3 | 2 | 32 | 23 | +9  | 60 | Classificados para a fase final |
| 3   | Banespa     | 17  | 10 | 5 | 2 | 3 | 38 | 26 | +12 | 57 | Eliminados na segunda fase      |
| 4   | Caxias      | 16  | 10 | 5 | 1 | 4 | 22 | 28 | +6  | 54 | Eliminados na segunda fase      |
| 5   | Corinthians | 7   | 10 | 2 | 1 | 7 | 17 | 30 | -13 | 24 | Eliminados na segunda fase      |
| 6   | Rio Verde   | 4   | 10 | 1 | 1 | 8 | 23 | 45 | -22 | 14 | Eliminados na segunda fase      |

#### Resultados
Na horizontal, os resultados como mandante. Na vertical, os resultados como visitante.
|             | BAN | CAX | COR | FLA | RIO | ULB |
| ----------- | --- | --- | --- | --- | --- | --- |
| Banespa     | —   | 6-2 | 2-0 | 3-3 | 5-1 | 1-2 |
| Caxias      | 1-5 | —   | 3-0 | 2-7 | 6-5 | 1-2 |
| Corinthians | 3-3 | 1-2 | —   | 2-3 | 3-2 | 4-2 |
| Flamengo    | 5-4 | 2-2 | 2-0 | —   | 5-1 | 2-5 |
| Rio Verde   | 4-7 | 0-2 | 5-4 | 3-3 | —   | 2-3 |
| Ulbra       | 5-2 | 0-1 | 6-0 | 1-0 | 7-0 | —   |

## Fase final
|  | Semifinais     | Semifinais | Semifinais | Semifinais |   |  | Final          | Final | Final | Final |
|  |                |            |            |            |   |  |                |       |       |       |
|  |                |            |            |            |   |  |                |       |       |       |
|  | Carlos Barbosa | 0          | 2 (1)      |            |   |  |                |       |       |       |
|  | Flamengo       | 2          | 0 (1)      |            |   |  |                |       |       |       |
|  |                |            |            |            |   |  |                |       |       |       |
|  |                |            |            |            |   |  |                |       |       |       |
|  |                |            |            |            |   |  | Carlos Barbosa | 3     | 5     | 6     |
|  |                | Ulbra      | 7          | 2          | 1 |  |                |       |       |       |
|  |                |            |            |            |   |  |                |       |       |       |
|  |                |            |            |            |   |  |                |       |       |       |
|  | Ulbra          | 5          | 3          |            |   |  |                |       |       |       |
|  | Foz Futsal     | 2          | 0          |            |   |  |                |       |       |       |

## Premiação
| Liga Futsal de 2001                 |
| ----------------------------------- |
|                                     |
| Carlos Barbosa Campeão (1.º título) |

### Prêmios individuais
| Prêmio     | Vencedor | Vencedor | Equipe |
| ---------- | -------- | -------- | ------ |
| Artilheiro | Lenísio  | 25 gols  | Ulbra  |

## Classificação geral
| Pos | Equipe         | Pts | J  | V  | E | D  | GP  | GC  | SG  | %  | Classificação               |
| --- | -------------- | --- | -- | -- | - | -- | --- | --- | --- | -- | --------------------------- |
| 1   | Carlos Barbosa | 57  | 29 | 17 | 6 | 6  | 108 | 69  | +39 | 66 | Campeão                     |
| 2   | Ulbra          | 55  | 29 | 16 | 7 | 6  | 103 | 75  | +28 | 64 | Vice-campeão                |
| 3   | Flamengo       | 38  | 26 | 10 | 8 | 8  | 62  | 57  | +5  | 49 | Eliminados nas semifinais   |
| 4   | Foz Futsal     | 32  | 26 | 8  | 8 | 10 | 70  | 80  | -10 | 42 | Eliminados nas semifinais   |
| 5   | Banespa        | 49  | 24 | 15 | 4 | 5  | 98  | 67  | +31 | 69 | Eliminados na segunda fase  |
| 6   | Minas          | 37  | 24 | 10 | 7 | 7  | 83  | 70  | +13 | 52 | Eliminados na segunda fase  |
| 7   | Jaraguá        | 34  | 24 | 9  | 7 | 8  | 74  | 64  | +10 | 48 | Eliminados na segunda fase  |
| 8   | Vasco da Gama  | 34  | 24 | 10 | 4 | 10 | 75  | 74  | +1  | 48 | Eliminados na segunda fase  |
| 9   | Caxias         | 31  | 24 | 8  | 7 | 9  | 55  | 60  | -5  | 44 | Eliminados na segunda fase  |
| 10  | Corinthians    | 27  | 24 | 7  | 6 | 11 | 52  | 67  | -15 | 38 | Eliminados na segunda fase  |
| 11  | Rio Verde      | 21  | 24 | 6  | 3 | 15 | 67  | 100 | -33 | 30 | Eliminados na segunda fase  |
| 12  | Osasco         | 20  | 24 | 5  | 5 | 14 | 57  | 86  | -29 | 28 | Eliminados na segunda fase  |
| 13  | UNEB           | 12  | 14 | 3  | 3 | 8  | 37  | 52  | -15 | 29 | Eliminados na primeira fase |
| 14  | Guarulhos      | 10  | 14 | 3  | 1 | 10 | 29  | 50  | -21 | 24 | Eliminados na primeira fase |